# Robert Hanssen
Robert Philip Hanssen (Chicago, 18 aprile 1944 – Florence, 5 giugno 2023) è stato un agente segreto statunitense.
La sua attività è stata definita come "probabilmente il peggior disastro nella storia dell'intelligence statunitense". Alla sua storia sono ispirati i film Breach - L'infiltrato e Master Spy: The Robert Hanssen Story con William Hurt (film TV, 2002).

## Biografia
Hanssen nacque a Chicago, da una famiglia di origini danesi. Suo padre era un funzionario della polizia di Chicago. Da giovane Hanssen frequentò il Knox College di Galesburg, nello stato dell'Illinois, studiando chimica e russo: si iscrisse poi alla Northwestern University Dental School, conseguendo un master 3 anni dopo. Dopo la laurea lavorò in una ditta di contabilità ma la abbandonò presto per entrare a far parte del Dipartimento di Polizia di Chicago come investigatore degli affari interni. Hanssen lasciò il dipartimento due anni dopo per trasferirsi all'FBI, nel gennaio 1976. 
Mentre frequentava la Northwestern University Dental School conobbe Bonnie Wauck, una degli otto figli di una famiglia cattolica. Fu proprio lei a convincere Hanssen a convertirsi al cattolicesimo, del quale divenne un fervente credente, oltre ad avvicinarsi all'Opus Dei.

## Carriera e spionaggio
Fu un agente doppiogiochista dell'FBI che per oltre 20 anni spiò gli Stati Uniti per conto del KGB. Hanssen aveva venduto migliaia di documenti riservati al KGB che dettagliavano le strategie statunitensi in caso di guerra nucleare, gli sviluppi nelle tecnologie delle armi militari e aspetti del programma di controspionaggio statunitense. Spiava contemporaneamente ad Aldrich Ames nella CIA. Sia Ames che Hanssen compromisero i nomi degli agenti del KGB che lavoravano segretamente per gli Stati Uniti, alcuni dei quali furono poi giustiziati per il loro tradimento. Hanssen rivelò anche un tunnel di intercettazione multimilionario costruito dall'FBI sotto l'ambasciata sovietica. Anche dopo l'arresto di Ames nel 1994, alcune di queste violazioni dell'intelligence sono rimaste irrisolte. L'FBI pagò 7 milioni di dollari a un agente del KGB per ottenere un file su una talpa anonima, che l'FBI avrebbe successivamente identificato come Hanssen attraverso l'impronta digitale e l'analisi vocale.

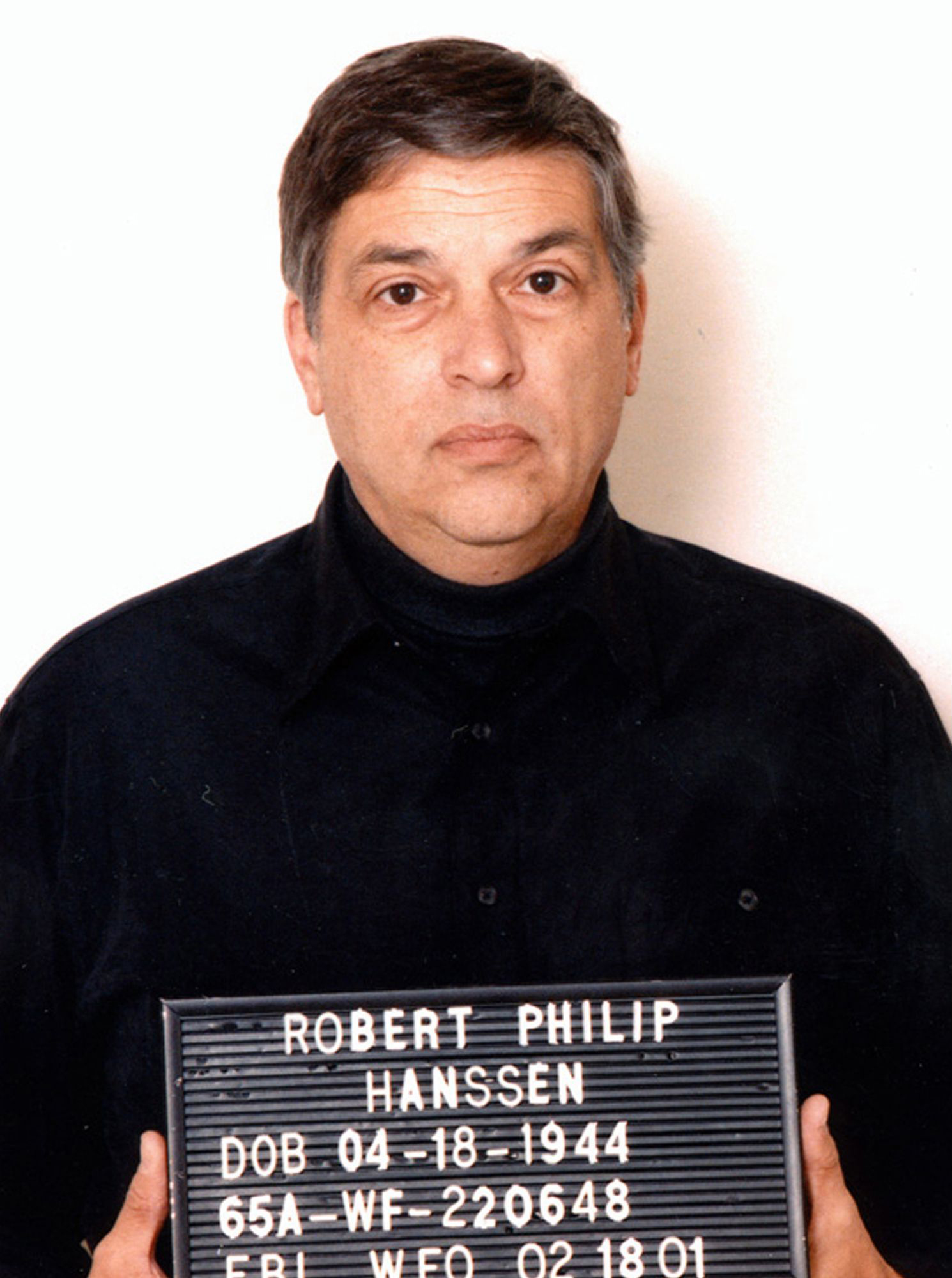
Foto segnaletica di Hanssen eseguita il giorno del suo arresto, 2001

Hanssen fu arrestato il 18 febbraio 2001 a Foxstone Park, nei pressi della sua casa di Vienna (Virginia) accusato di aver venduto al governo di Mosca segreti nazionali in cambio di oltre 1,4 milioni di dollari in contanti e diamanti lungo un periodo durato oltre 22 anni. Nonostante egli avesse rivelato informazioni altamente riservate e sensibili per la sicurezza nazionale, i pubblici ministeri federali decisero di non chiedere la pena di morte in cambio della sua ammissione di colpevolezza per i 15 capi d'imputazione legati a motivi di spionaggio e cospirazione. Per evitare la pena capitale, il 6 luglio 2001 si dichiarò perciò colpevole dei 15 capi di imputazione di fronte alla corte federale e successivamente venne condannato all'ergastolo e incarcerato con isolamento per 23 ore al giorno presso l'ADX Florence, il penitenziario di massima sicurezza a Florence, nello Stato del Colorado.

### Modus operandi
Hanssen non rivelò mai la sua identità al KGB o al GRU e si rifiutò di incontrarli personalmente, ad eccezione del contatto fallito del 1993 nel parcheggio dell'ambasciata russa. L'FBI ritiene che i russi non abbiano mai conosciuto il nome della loro fonte. Usando lo pseudonimo "Ramon" o "Ramon Garcia", Hanssen scambiava informazioni e pagamenti attraverso un vecchio sistema "dead drop" in cui lui e i suoi assistenti del KGB lasciavano i pacchi in luoghi pubblici e discreti. Si rifiutò di utilizzare i siti di "dead drop" suggeriti dal suo conduttore, Victor Cherkashin, scegliendo il suo. Ha anche designato un codice da utilizzare quando venivano scambiate le date.
Nonostante questi sforzi di cautela e sicurezza, Hanssen a volte era imprudente. Una volta disse in una lettera al KGB che avrebbe dovuto emulare lo stile di gestione del sindaco di Chicago Richard J. Daley, un commento che avrebbe facilmente potuto indurre un investigatore a guardare alla gente di Chicago. Hanssen si prese il rischio di raccomandare ai suoi addestratori di provare a reclutare il suo amico più caro, un colonnello dell'esercito degli Stati Uniti.

### Morte
Il 5 giugno 2023, Hanssen è stato trovato privo di sensi nella sua cella di prigione ed è stato dichiarato morto dopo tentativi infruttuosi di rianimarlo. Si ritiene che Hanssen sia morto di cancro al colon.